# Dominicana de Aviación
La Compañía Dominicana de Aviación, solitamente abbreviata in Dominicana, era una compagnia aerea con sede nella Repubblica Dominicana e fungeva da compagnia di bandiera del paese.

## Storia

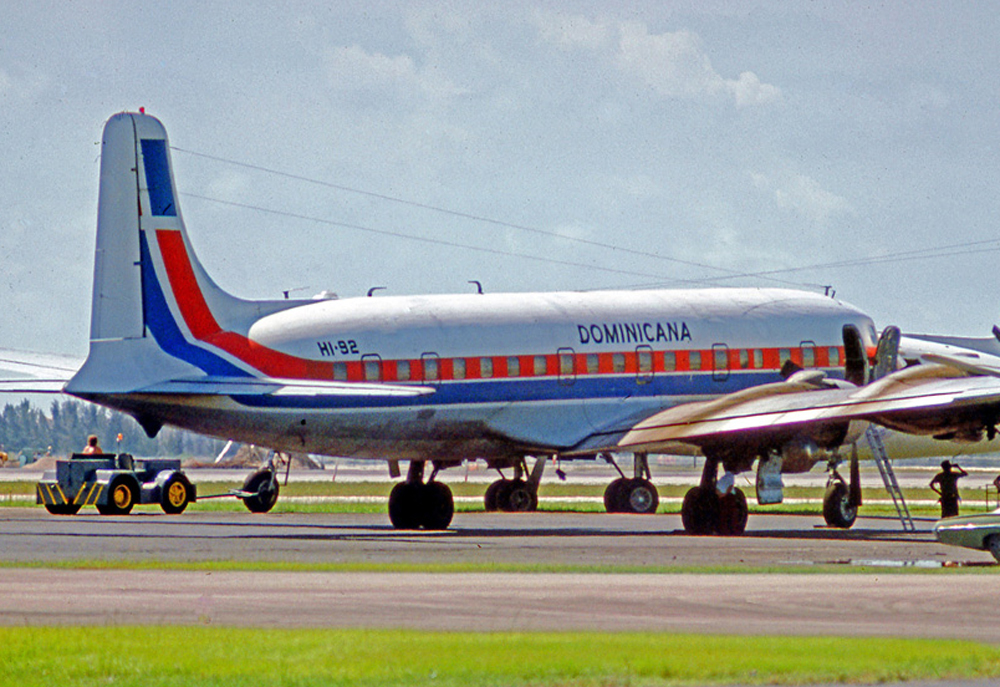
Un Douglas DC-6B cargo di Dominicana parcheggiato all'aeroporto internazionale di Miami nel 1975.

Dominicana fu fondata nel 1944 nel tentativo di creare una compagnia aerea nazionale a disposizione del gran numero di cittadini dominicani che emigravano negli Stati Uniti, a Porto Rico e in Spagna. La flotta iniziale era composta da Douglas C-47 e DC-6. Durante gli anni '50, Dominicana lanciò una rete di rotte nazionali verso luoghi come Puerto Plata, La Romana e Santiago de los Caballeros, e per stare al passo ingrandì la propria flotta con Curtiss C-46 Commando e Aviation Traders Carvair. Nel 1960, la compagnia aerea operava un servizio passeggeri internazionale non-stop tra Ciudad Trujillo (la capitale della Repubblica Dominicana ribattezzata in seguito Santo Domingo) e Miami con i Douglas DC-4 e anche dei voli non-stop tra Ciudad Trujillo e San Juan con Douglas DC-3 e Curtiss C-46. Più tardi, durante gli anni '60, Dominicana rinnovò la sua flotta con aerei turboreattore come i Douglas DC-8, i McDonnell Douglas DC-9 e i Boeing 727. La rete di rotte fu ulteriormente ampliata, con molte destinazioni nelle Americhe e nei Caraibi durante gli anni '70. Al suo apice negli anni '80, Dominicana operò persino il grande Boeing 747 verso destinazioni europee come Madrid, Milano e Francoforte.

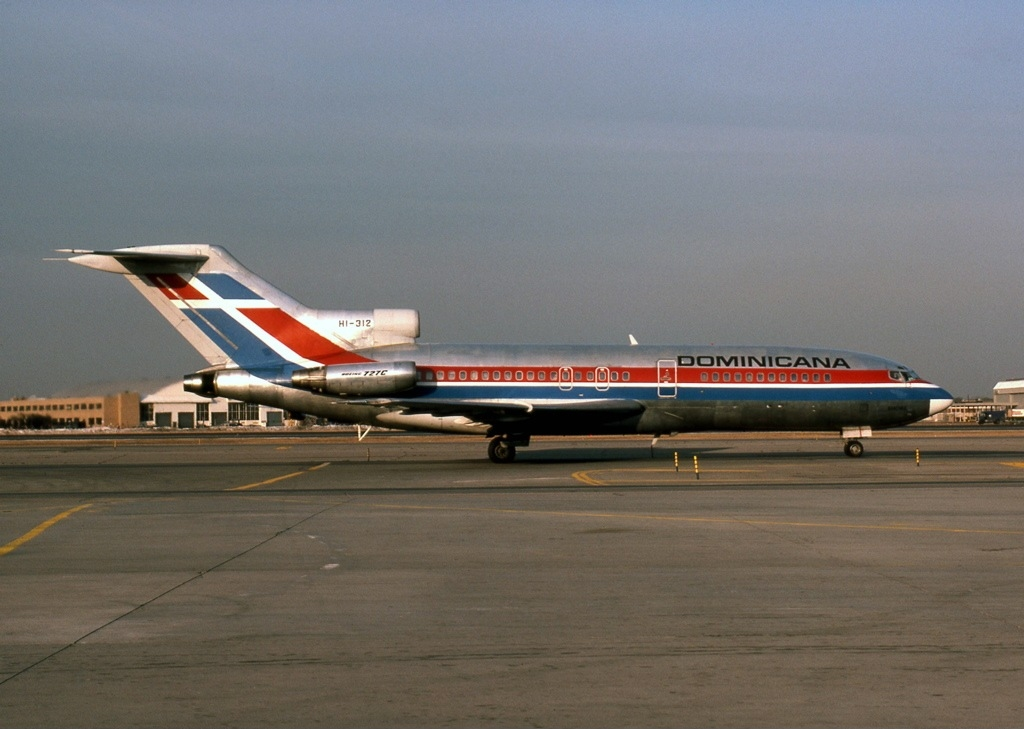
Un Boeing 727-100 della Repubblica Dominicana in fase di rullaggio all'aeroporto internazionale John F. Kennedy nel 1985.

Alla fine del decennio, la situazione economica della compagnia aerea peggiorò per colpa di una cattiva gestione, della mancanza di innovazione o di una cultura di riduzione dei costi e degli elevati costi di manutenzione della sua flotta ormai obsoleta. Ancora più importante, dal punto di vista dei ricavi, anche i dipendenti pubblici cercarono di volare senza pagare, data la tipica tendenza nella Repubblica Dominicana di far volare molti aerei con dipendenti della compagnia aerea che spesso sostituivano i passeggeri paganti. Successivamente, la flotta e la rete furono ridimensionate, lasciando solo le rotte originali come New York, Miami, Caracas e San Juan. Nel tentativo di risparmiare sui costi di manutenzione, Dominicana iniziò a servirsi di aeromobili presi in leasing (principalmente Boeing 727 ed Airbus A300). La situazione finanziaria peggiorò ulteriormente negli anni '90, il che coincise con una reputazione negativa dei clienti (come bagagli smarriti o in ritardo e orari inaffidabili). Nel 1994, con le restrizioni Cat1 negli Stati Uniti, la Dominicana prese in wet lease un Boeing 737-300 e un Boeing 757-200 dalla compagnia aerea low-cost messicana TAESA. Altri aeromobili furono presi in affitto da Capitol Air Express, Express One International, Atlantic Aviation e Carnival Air Lines. Durante il Natale del 1994, molti passeggeri di Dominicana rimasero bloccati a JFK, MIA e SJU quando la compagnia non fu in grado di pagare i fondi necessari ai locatori (le compagnie che avevano affittato a Dominicana i loro aerei) prima dei voli di Natale pur avendo già molte prenotazioni. Come conseguenza dell'indignazione, all'inizio del 1995 il governo della Repubblica Dominicana decise di chiudere la compagnia aerea. Sebbene la chiusura fosse stata originariamente pianificata solo come misura temporanea per riorganizzarsi, la compagnia non tornò più operativa e fu sciolta nel 1999. Il vicepresidente dell'epoca fu citato mentre diceva che "i dominicani possono volare con APA International", un'altra compagnia aerea "locale" che aveva tratto grandi benefici dalla scomparsa di Dominicana. Vennero fatti fatti diversi tentativi di privatizzare Dominicana, ma nessuno ebbe successo. American Airlines, e in seguito JetBlue, hanno dominato il mercato e la possibilità di formare una nuova compagnia di bandiera dominicana è relativamente scarsa, dati gli investimenti che sarebbero richiesti e i debiti che dovrebbero essere onorati per poter usare il nome Dominicana.

## Destinazioni
Aruba
- Oranjestad (Aeroporto Internazionale Regina Beatrice)

Canada
- Toronto (Aeroporto Internazionale di Toronto-Pearson)

Curaçao
- Willemstad (aeroporto internazionale di Curaçao)

Repubblica Dominicana
- Santa Cruz de Barahona (Aeroporto Internazionale María Montez)
- Hub di Puerto Plata (Aeroporto Internazionale Gregorio Luperón).
- Hub di Santo Domingo (Aeroporto Internazionale di Las Américas).
- Santiago de los Caballeros (Aeroporto Internazionale del Cibao)

Ecuador
- Quito (vecchio aeroporto internazionale Mariscal Sucre)

Francia
- Parigi (Aeroporto di Parigi Charles de Gaulle)

Germania
- Francoforte (Aeroporto di Francoforte sul Meno)

Haiti
- Port-au-Prince (aeroporto internazionale di Toussaint Louverture)

Italia
- Milano (Aeroporto di Milano-Malpensa)

Panama
- Città di Panama (Aeroporto Internazionale di Tocumen)

Porto Rico
- San Juan (Aeroporto Internazionale Luis Muñoz Marín)

Spagna
Madrid (Aeroporto Adolfo Suárez Madrid-Barajas)
Regno Unito
Londra (Aeroporto di Londra-Gatwick)
Stati Uniti
- Boston (Aeroporto Internazionale Logan)
- Miami (Aeroporto Internazionale di Miami)
- New York (Aeroporto Internazionale John F. Kennedy)
- Orlando (Aeroporto Internazionale di Orlando)

Venezuela
- Caracas (Aeroporto Internazionale Simón Bolívar)

## Flotta

### Livrea
La livrea di Dominicana più comune consisteva in una fusoliera color argento metallizzato, con linee rosse e blu che partivano dalla cabina di pilotaggio fino alla coda, corrispondendo ai colori della bandiera dominicana. Il nome di Dominicana era scritto in lettere nere sopra i finestrini dei passeggeri.

## Incidenti
- 11 gennaio 1948 - Un Douglas C-47 Skytrain di Dominicana (immatricolato HI-6) si schiantò contro una montagna vicino a Yamasá in cattive condizioni meteorologiche, uccidendo tutti i 30 passeggeri e due membri dell'equipaggio a bordo, tra cui la squadra di baseball della BBC Santiago. L'aereo era su un volo di linea che collegava Barahona e Santiago de los Caballeros.[5]
- 17 luglio 1958 - Alle 10:16 UTC, un Curtiss C-46 Commando (immatricolato HI-16) che operava il volo Dominicana 402 da Ciudad Trujillo (oggi Santo Domingo) a Miami si schiantò poco dopo il decollo a causa di un problema al motore, uccidendo i due piloti a bordo.[6]
- 23 giugno 1969 - Alle 15:42 ora locale, un Carvair della Dominicana Aviation Traders (immatricolato HI-168), operante il volo 401 da Miami a Santo Domingo, si schiantò poco dopo il decollo dall'aeroporto internazionale di Miami, uccidendo tutte e quattro le persone a bordo, oltre a sei persone a terra. L'aereo aveva subito un guasto al motore durante la corsa al decollo, durante la quale i piloti non erano stati in grado di reagire di conseguenza.[7][8]
- 15 febbraio 1970 - Alle ore 18:30 circa, ora locale, un McDonnell Douglas DC-9 della Repubblica Dominicana (immatricolato HI-177) si schiantò in mare a circa 3 chilometri da Santo Domingo, uccidendo tutti i 97 passeggeri e i 5 membri dell'equipaggio a bordo, rendendolo il peggior nella storia della Repubblica Dominicana fino allo schianto del volo Birgenair 301 nel 1996. L'aereo era appena partito dall'aeroporto internazionale Las Américas per un volo di linea in direzione di San Juan, quando subì un guasto a entrambi i motori.[9]
- 5 settembre 1993 - Un Boeing 727-200 di Dominicana (immatricolato HI-617CA) andò distrutto in un incendio all'aeroporto di Las Américas. L'aereo, vecchio di 20 anni, stava operando un volo di linea da San Juan a Santo Domingo con a bordo 98 passeggeri e 7 membri d'equipaggio, quando la cabina si riempì di fumo durante lo sbarco, causato da un incendio dovuto al surriscaldamento elettrico. Tutte le persone coinvolte riuscirono a lasciare l'aereo prima che fosse completamente avvolto dalle fiamme.[10]